# أنطون سوسنين
انطون سوسنين (الروسية: Соснин, Антон Васильевич) (27 يناير 1990 بسانت بطرسبرغ في روسيا - ) هو لاعب كرة قدم روسي في مركز الوسط. شارك مع منتخب روسيا تحت 21 سنة لكرة القدم. أما مع النوادي، فقد لعب مع دينامو موسكو وزينيت سانت بطرسبرغ ونادي كريليا سوفيتوف سامارا ونادي كوبان كراسنودار.

## وصلات خارجية
- أنطون سوسنين على موقع قاعدة بيانات كرة القدم.إي يو (الإنجليزية)
- أنطون سوسنين على موقع Soccerway.com (الإنجليزية)
- أنطون سوسنين على موقع AS.com (الإسبانية)